# Marcel Froissart
Pour les articles homonymes, voir Froissart.
Marcel Froissart, né le 20 décembre 1934 à Paris 6e et mort le 21 octobre 2015 à Paris 14e,,,, est un physicien français, professeur honoraire au Collège de France, connu pour avoir découvert la borne de Froissart sur le comportement des sections efficaces de collision des particules à haute énergie (1961).

## Biographie
Après des études au lycée Louis-le-Grand, Marcel Froissart intègre l'École polytechnique (promotion 1953) avant d'entrer à l'École nationale supérieure des mines de Paris comme école d'application en octobre 1956. Il n'y suit qu'un semestre sur quatre, étant envoyé en coopération, dans la marine, en Algérie. Détaché en 1957 au Commissariat à l'énergie atomique, il est envoyé au CERN (Genève, 1957-1958), puis à nouveau en coopération civile à Alger (1958-1959). Il va travailler pour de longs séjours à l'université de Californie (Berkeley, 1960-1961), où il collabore notamment avec Geoffrey Chew, et à l'université de Princeton (1961-62, 1965-66). En 1964 il reçoit le prix Paul-Langevin décerné par la Société française de physique. Il est élu en 1973 professeur au Collège de France dans la chaire de Physique corpusculaire, qu'il occupe jusqu'en 2004.

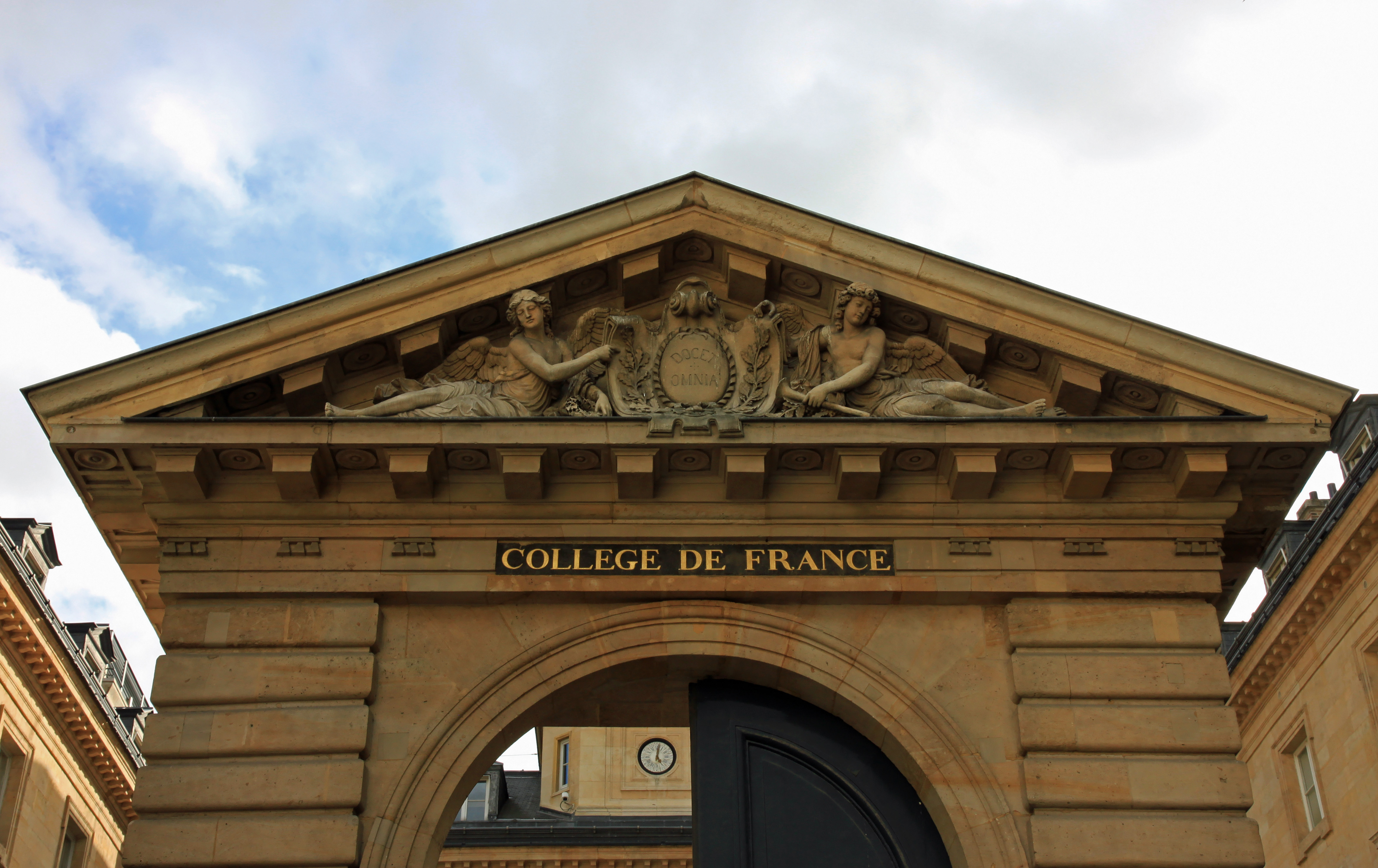
Fronton du Collège de France, portant l'écusson avec la devise « Docet omnia »

Il reprend dans un laboratoire unique dépendant de sa chaire les deux plus gros laboratoires du Collège de France à l'époque, ceux de Francis Perrin et de Louis Leprince-Ringuet. La première tâche consiste à unifier ces deux laboratoires, qui se considéraient plutôt comme concurrents. Une tâche à plus long terme consiste à faire diminuer la taille de ce laboratoire, tout en maintenant une activité d'importance sur la scène internationale. La politique affichée par le Collège de France est de ne plus héberger sur le site que de petites unités, aisément mobiles, au cas où le sujet de la chaire viendrait à changer au départ du professeur titulaire. C'est ainsi que les physiciens du laboratoire intéressés par le travail sur le LHC, qui ne devait entrer en service qu'après le départ de M. Froissart, ont été priés conjointement par l'IN2P3 et le Collège de France de rejoindre des laboratoires impliqués dans ce programme. Une majorité de chercheurs se sont tournés vers l'astroparticule : le laboratoire a alors pris le nom de « Physique corpusculaire et cosmologie » (PCC). Au départ de Marcel Froissart à la retraite, ce laboratoire a constitué le noyau du nouveau laboratoire APC de l'université de Paris VII, avec des chercheurs provenant de cette université, de l'Observatoire de Paris et du Commissariat à l'énergie atomique.

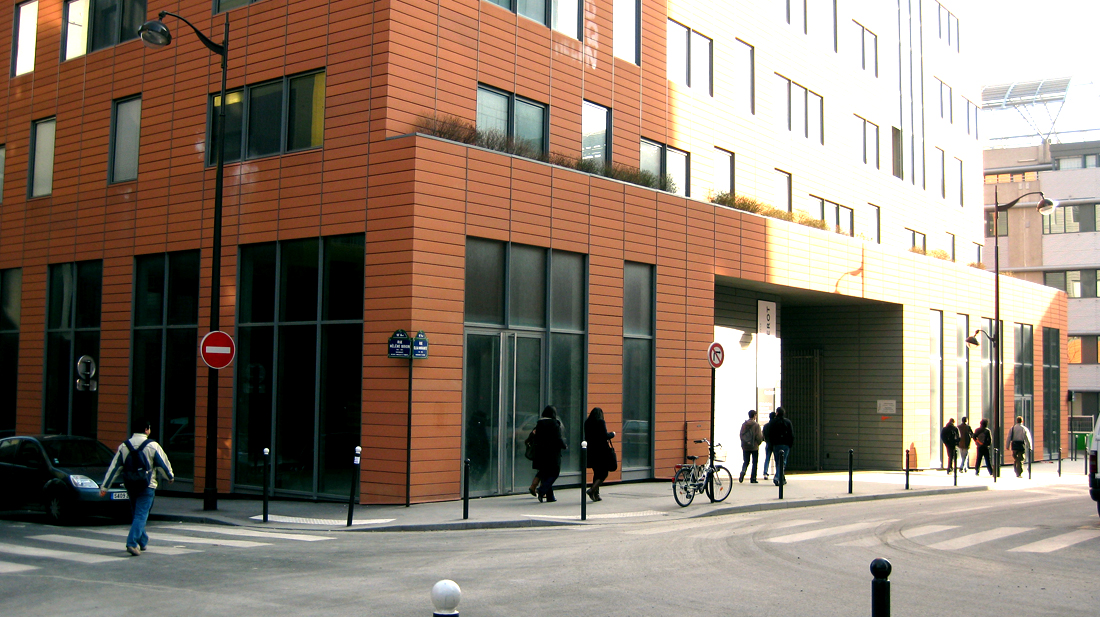
Bâtiment Condorcet, siège de l'UFR de Physique de la faculté Paris 7 - Denis Diderot, dans le 13e arrondissement de Paris.

Très impliqué dans la vie du laboratoire qu'il a dirigé, il s'est notamment retrouvé au centre d'une controverse sur le rubbiatron,. Il a également permis le développement du Groupement de scientifiques pour l'information sur l'énergie nucléaire (GSIEN).
La célèbre photographe Martine Franck a fait de lui un portrait jugé peu académique[réf. nécessaire]. Marcel Froissart est un petit-fils du verrier Antonin Daum, un neveu de Michel Froissart et un beau-frère de Michel Jeanson.
Il fut aussi contributeur à Wikipédia en français.

## Principaux travaux
- Étude de la stabilité de la polarisation de protons relativistes polarisés dans un synchrotron, montrant l'existence d'énergies de résonance conduisant au retournement de la polarisation (Froissart et Stora 1960).
- Travaux sur la théorie des collisions des particules, dans le cadre de la représentation de Mandelstam[6],[14].
- Recherches d'une justification axiomatique possible de la représentation de Mandelstam (Fotiadi et al. 1965).
- Généralisation des inégalités de Bell à divers systèmes (Froissart 1981).
- Recherche sur l'application de la théorie des fonctions analytiques à la localisation d'un point sur une surface plane (Brevet 1988).
- Études de diverses propriétés des mésons légers (Benayoun et Froissart 1989).

## Publications
- (fr) Marcel Froissart et Raymond Stora, « Dépolarisation d'un faisceau de protons polarisés dans un synchrotron », Nuclear Instruments and Methods, North-Holland, vol. 7, no 3,‎ juin 1960, p. 297-305 (DOI 10.1016/0029-554X(60)90033-1)
- (en) Marcel Froissart, « Asymptotic Behavior and Subtractions in the Mandelstam Representation », Physical Review, American Physical Society, vol. 123, no 3,‎ août 1961, p. 1053-1057 (DOI 10.1103/PhysRev.123.1053)
- (en) Roland Omnès et Marcel Froissart, Mandelstam Theory and Regge Poles : An Introduction for Experimentalists, New York et Amsterdam, W.A. Benjamin, 1963, 123 p.
- (en) Dimitri Fotiadi, Marcel Froissart, Jean Lascoux et Frédéric Pham, « Applications of an isotopy theorem », Topology, Pergamon Press, vol. 4,‎ 1965, p. 159-191
- (en) Marcel Froissart, « Constructive Generalization of Bell's Inequalities », Il Nuovo Cimento B, Italian Physical Society, vol. 64, no 2,‎ août 1981, p. 241-251 (ISSN 0369-3554 et 1826-9877, DOI 10.1007/BF02903286)
- (en) Maurice Benayoun et Marcel Froissart, « Some topics on light-flavour meson physics », Nuclear Physics B, North-Holland, vol. 315, no 2,‎ mars 1989, p. 295-360 (DOI 10.1016/0550-3213(89)90358-1)

## Textes en ligne
- 1970 : « Modèles théoriques, basse énergie », Le Journal de physique, vol. 31, no C5 (novembre-décembre), p. C5-88
- 1974 - 2004 : Cours publics et rapports de Marcel Froissart, Collège de France (Chaire de physique corpusculaire)

## Brevet
- 1988 : « A device for two-dimensional localization of current-generating events on a resistive surface », brevet américain no 4 788 384 (en coll. avec Roger Bruère-Dawson, Bernard M. Maréchal et Marcio N. DeSouza), déposé par le CNRS.